# 克萊韋坎彭山
71°58′S 7°41′E / 71.967°S 7.683°E
克萊韋坎彭山（英語：Klevekampen Mountain）是南極洲的山峰，位於東部南極洲的毛德皇后地，屬於菲爾希納山脈的一部分，處於庫布斯山以東6公里，由德國探險隊發現，現時受南極條約體系管理。